# Avenida Venezuela (Barquisimeto)
Avenida Venezuela es el nombre que recibe una avenida en el este de la ciudad de Barquisimeto, capital del Estado Lara en la región centro-occidental del país sudamericano de Venezuela. A lo largo de la vía se encuentran diversas estaciones del sistema de transporte masivo Transbarca.

## Descripción

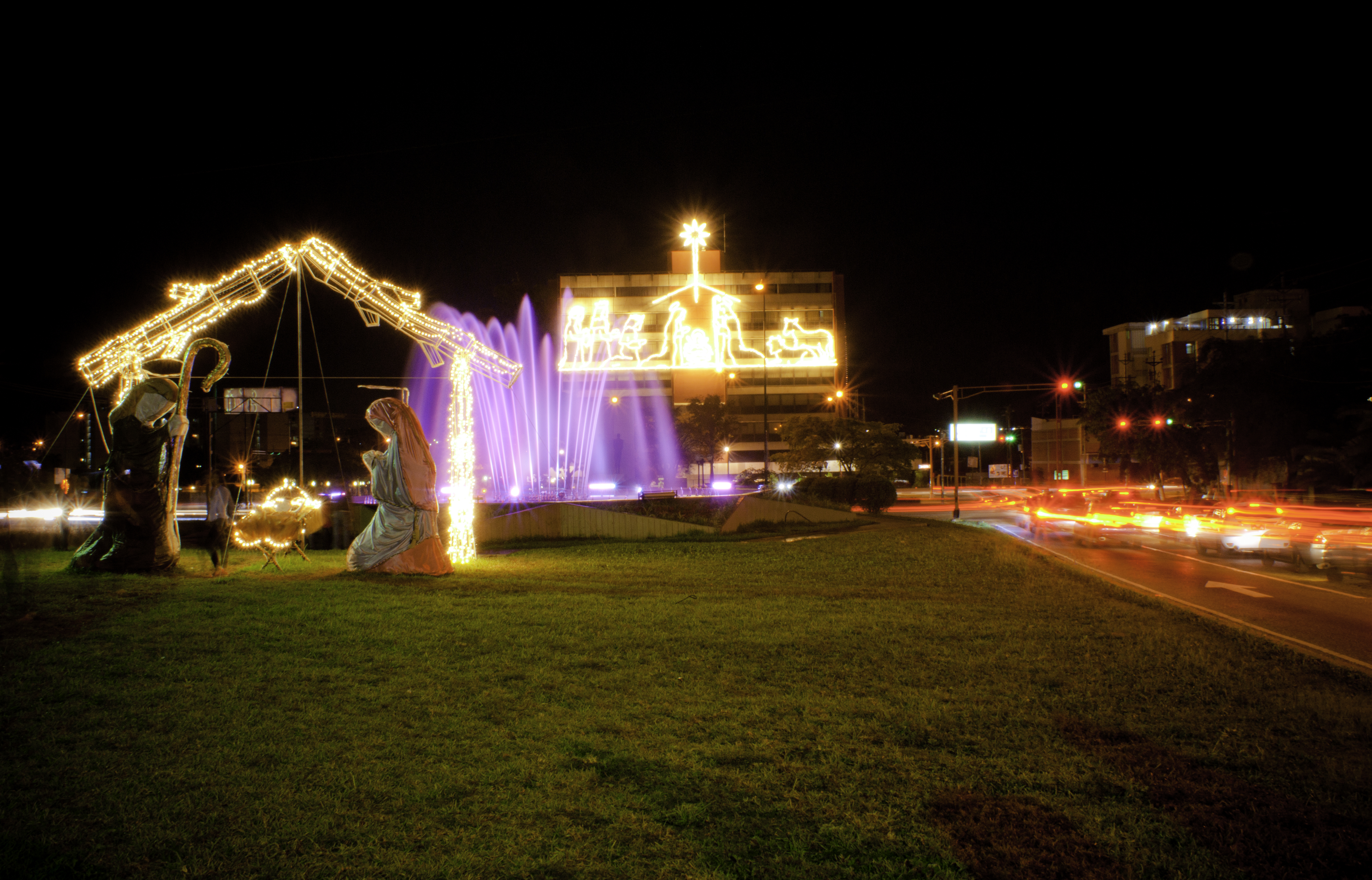
Avenida Venezuela con Av Los Leones en Navidad de 2010

Comienza en el área conocida como el "Triángulo del Este" núcleo financiero en desarrollo en la ciudad. Conecta por el este con la Avenida Los Leones, la avenida Urdaneta, la Avenida Argimiro Bracamonte, la Avenida Morán, la Avenida Andrés Bello, la Avenida Simón Rodríguez, Avenida Concordia, la Avenida Carabobo, la Calle 42 por citar algunas.
En su recorrido se pueden encontrar la Plaza de la Hermandad Italo Venezolana, el Centro Comercial Los Próceres, la Torre del Banco Bicentenario, el Monumento Flor de Venezuela (Flor de Hanóver), el Sambil Barquisimeto, el Hotel Cardenal,  la Catedral de Barquisimeto, el Mercado Terepaima, además del sector conocido como la Urbanización El Este, el Barrio Ajuro, El Centro, El Malecón, entre otros.